# José Bosingwa
José Bosingwa da Silva (Mbandaka, Zaire, 1982. augusztus 24. –) portugál válogatott labdarúgó, jelenleg török  Trabzonspor 
jobb hátvédje. Öccse, Pires Bosingwa szintén labdarúgó.

## Pályafutása
Bosingwa portugál apától és kongói anyától származik, fiatal korában költözött szüleivel Portugáliába, Seia városába, amely Portugália Guarda körzetében található. Már fiatal korában felfigyeltek a tehetségére, így a Boavista FC labdarúgója lett. Itt töltötte futballkarrierjének első éveit, egészen 2003-ig amikor José Mourinho az FC Porto akkori edzője leigazolta. A Portóban eltöltött első idényében 11 mérkőzésen lépett pályára. A Bajnokok Ligájában való bemutatkozására 2003. szeptember 16-áig kellett várni, csapata ekkor 1–1-es döntetlent játszott Partizan Beograddal.
A 2004-es Bajnokok Ligája során a végső győztes FC Porto meghatározó emberévé nőtte ki magát, nyolc mérkőzésen lépett pályára a sorozatban. Középpályásból ekkor tolták hátrább védővé, mert a klub akkori jobbhátvédje Paulo Ferreira a Chelsea FC-be igazolt José Mourinhóval és Ricardo Carvalhóval együtt, illetve a jobbhátvéd posztján még bevethető veterán Carlos Secretárió is a visszavonulás mellett döntött. A későbbiek folyamán meghatározó szerepet játszott a Porto további három bajnoki aranyérméből is.
2008. május 11-én jelentette be az FC Porto, hogy megvált a hátvédjétől és 20.6 millió euró (16.3 millió font) ellenében átengedte játékjogát az angol Chelsea-nek. Bosingwa hároméves szerződést írt alá a londoni klubbal. 2008. július 16-án megkapta a 16-os számú mezt, majd augusztus 8-án a 17-es mezt, míg annak korábbi tulajdonosa, Scott Sinclair a 16-os mezt kapta. Bosingwa 2008. szeptember 16-án debütált a Bajnokok Ligájában a Bordeaux ellen, első gólját a Stoke City ellen szerezte 2008. szeptember 27-én a bajnokságban. 2008. november 15-én ismét eredményes volt a Premier League-ben a West Bromwich Albion ellen. A bemutatkozó szezonja jól sikerült, majdnem az összes bajnokin játszott és májusban FA-kupa-győzelmet ünnepelhetett a csapattal. Azonban a 2009–2010-es szezonban alig játszott, októberben az Aston Villa ellen térdsérülést szenvedett, majd márciusban már újra elkezdhette volna az edzéseket, de a Chelsea bejelentette, hogy a térde további kezelésre szorul. Így Bosingwa csak 8 mérkőzésen léphetett pályára a szezonban.
Felépülése majdnem pontosan 1 évet vett igénybe, ezalatt kétszer is megműtötték sérült térdét. Legközelebb pont az Aston Villa ellen léphetett pályára, 2010. október 16-án.

## Nemzetközi karrierje
2004-ben tagja volt az olimpiai csapatnak, illetve ugyanebben az évben részt vesz a 21 éven aluliak Európa-bajnokságán. Bár az FC Porto-nál már 2004-től meghatározó tagja volt, csak 2007-ben kapta meg a bizonyítási lehetőséget a portugál válogatottban jobbhátvéd poszton az akkori szövetségi kapitánytól, Luiz Felipe Scolaritól. Ennek az az oka, hogy ezen a poszton játszott évekig Miguel Monteiro, akit akkor többre tartottak nála. Sikerült is élnie a lehetőséggel, mivel a portugál csapat egyik legjobbja volt a 2008-as Európa-bajnokságon, és tagja lett a torna álomcsapatának is, annak ellenére, hogy Portugália már a negyeddöntőben kiesett. A 2010-es vb selejtező 10 mérkőzéséből 9-en pályára lépett, de októberi térdsérülése miatt a pótselejtezőn és a világbajnokságon sem tudott részt venni.

## Eredményei
- Portugál bajnokság – 2004, 2006, 2007, 2008
- Portugál kupa – 2006
- Portugál Szuperkupa – 2004, 2006
- Angol bajnokság – 2010
- FA-kupa – 2009, 2010
- Community Shield – 2009
- FIFA Interkontinentális Kupa – 2004
- UEFA-bajnokok ligája – 2004
- az Európa-bajnokság All-Star csapatának tagja – 2008